# São José da Barra
São José da Barra este un oraș în Minas Gerais (MG), Brazilia.